# Louvatange-le-Petit-Mercey
Pour les articles homonymes, voir Mercey (homonymie).
Louvatange-le-Petit-Mercey est une ancienne commune du Jura ayant existé de 1973 à 1985. Elle a été créée en 1973 par la fusion des communes de Louvatange et du Petit-Mercey. En 1985 elle a été supprimée et les deux communes constituantes ont été rétablies.

## Histoire
Par un arrêté préfectoral du 21 décembre 1972, Louvatange fusionne en association le 1er janvier 1973 avec Le Petit-Mercey qui devient commune associée. La commune nouvellement créée devient alors Louvatange-le-Petit-Mercey. Cependant, cette association prend fin le 1er janvier 1985 par arrêté préfectoral du 11 décembre 1984. Par conséquent, la situation redevient comme elle l'était avant 1973.